# 东南大学软件学院
东南大学软件学院隶属于2009年设立的东南大学信息电子学部。

## 历史
- 2000年4月，原东南大学、南京铁道医学院、南京交通高等专科学校合并，南京地质学校并入，组建了新的东南大学。[2]
- 2001年12月，东南大学软件学院正式成立，是中华人民共和国教育部和原国家发展计划委员会首批批准成立的 35 所“国家示范性软件学院”之一。

## 专业设置
软件学院目前有软件工程等一级学科